# Michel Palmer
Michel Palmer es un maestro de ceremonias de circo francés. Es desde 2011, el Monsieur Loyal del Cirque d’Hiver de París. Fue condecorado en 2024 como Caballero de la Orden de las Artes y las Letras de Francia.

## Trayectoria
Inició su carrera como artista de circo en el Cirque Rancy, en los años 80, época en la que además trabajó con la compañía de los Clowns les Barios. Fue, durante más de 20 años, el maestro de ceremonias del Cirque Arlette Gruss desde 1986 hasta 2007.
Desde 2011, cuando se incorporó como maestro de ceremonias al Cirque d'Hiver Bouglione de París, actúa durante los cinco meses que dura la temporada de este circo cada año.
Desde 2015, es el padrino de la escuela de circo Cirqu'Onflexe de Amiens, su ciudad de residencia.
En 2017,  presentó el espectáculo suizo Place au Spectacle ! de Fred Serex. También presenta el Festival Internacional de Circo bienal de Bayeux, en Normandía, desde su edición del 2019. En 2023, fue el maestro de ceremonias del Festival Internacional de Artistas de Circo de Saint-Paul-lès-Dax, en su 22.º edición.

## Distinciones
- 2023 - Loyal d'Or de honor (premio del público, Festival Internacional de Circo de Bayeux).[18][19]
- 2024 - Caballero de la Orden de las Artes y las Letras de Francia.[4][5][6]